# Sint-Jozefkerk (Waarschoot)
De Sint-Jozefskerk was een rooms-katholieke kerk in de Belgische gemeente Waarschoot, in de wijk Bellebargie. Ze werd gebouwd in de jaren 50 naar een ontwerp van de architecten Rutger Langaskens (1913-1984) en R. Dryhoel. Ze werd officieel gewijd in 1958. De wijk waar de kerk stond werd nooit erkend als parochie, dus ook niet als parochiekerk maar wel als hulpkerk. Het witte gebouw was gelegen tussen centra van Waarschoot en Lembeke. De kerk situeerde zich op het kruispunt van de straten Hoekje, Zoutweg, Akkerstraat en Bellebargieweg. Daarom werd ze ook weleens Bellekerk of Bellebargiekerk genoemd.

## Afbraak
Tijdens de oudejaarsnacht van 2001 op 2002 brandde in Waarschoot de Sint-Ghislenuskerk af, na brandstichting. Gedurende de periode van de heropbouw fungeerde de Sint-Jozefkerk als noodkerk voor de parochie Waarschoot.
Als hulpkerk was ze geen eigendom van de kerkfabriek of de gemeente, wel van de vzw Parochiale Werken. Eerst stelde men voor om het gebouw een nieuwe bestemming te geven, eventueel als jeugdlokaal. In 2008 werd de kerk officieel ontwijd. In 2010 nam men de beslissing het gebouw te slopen en de grond te verkopen, om nadien te gebruiken als bouwgrond voor woningen.
Begin februari 2017 werd de kerk uiteindelijk afgebroken. Het kruisbeeld kreeg een plaats in de Sint-Ghislenuskerk van Waarschoot. De klok en gedenksteen uit 1958 kreeg een nieuwe stek nabij de plaatselijke school.
In juni 2019 werd bekendgemaakt dat op de plaats van de afgebroken kerk 10 sociale woningen worden gebouwd.